# Antonio Pais
Antonio Pais Castroagudín (Padrón, 7 de diciembre de 1938- Santiago de Compostela, 13 de marzo de 2018) fue un futbolista español que jugaba en la demarcación de centrocampista. Comenzó su carrera en el Celta Vigo en la Segunda División. Jugó 123 partido en Primera División marcando 19 goles en equipos como Barcelona, Mallorca y Real Zaragoza. Con el equipo aragonés, consiguió dos Copas del Generalísimo en 1964 y 1966 y una Copa de Ferias en 1964.

## Carrera
Nacido en Padrón, Pais creció en Santiago de Compostela. Su padre era Su padre era registrador de la propiedad y renegaba del fútbol como profesión, mientras que su hermano era un talentoso jugador que se dedicó a la carrera de abogado.
Pais empezó a jugar en el Club Arenal de Santiago antes de estar a prueba con el Deportivo de La Coruña a los 16 años. Pero rechazó su oferta y siguió jugando en el Club Santiago en la Tercera División.
Pais fichó por el Celta Vigo en abril de 1959. Llegó a un club que acababa de descender tras 15 años en Primera División y se convirtió en un habitual en el centro del campo, jugando más de 20 partidos en ambas temporadas con 3 y 7 goles respectivamente, aunque su club perdió los playoffs de ascenso en cada una. El 11 de junio de 1961, empató a 2 contra el Real Oviedo en el partido de vuelta del play-off, los rivales ganaron el ascenso en el global.
En 1961, Pais fue traspasado al Barcelona con un contrato de tres años por 1.8 millones de pesetas. El portero Ramón Allegue Martínez, que lo conocía desde antes de su carrera profesional, dijo que el club catalán estaba dominado por sus jugadores locales, comparando su situación con la de su compatriota gallego contemporáneo Luis Suárez, a quien consideraba que no había alcanzado su máximo potencial hasta que se marchó al Inter de Milán. Pais jugó 13 partidos con el club del Camp Nou, anotando un gol en su último partido el 8 de abril de 1962 para abrir una victoria en casa por 10-1 sobre el Basconia en el partido de vuelta de los octavos de final de la Copa del Generalísimo.
Pais jugó la temporada 1962-63 en el Mallorca, habiendo estado cerca de fichar por rival de ciudad del Barcelona, el Español. Pais fichó por el Real Zaragoza en 1963, dirigido por Antonio Ramallets, quien había sido brevemente su compañero de equipo en el Barcelona. Formó parte del equipo conocido como Los Magníficos en esa década. En total, disputó 130 partidos y 15 goles con el club aragonés entre todas las competiciones, ganando la Copa del Generalísimo en la 1964 y la 1966, además de la Copa de Ferias de 1964.

## Vida personal
Pais se retiró en 1969 y por recomendación del presidente del Real Zaragoza, entró en la siderurgia de la ciudad. Su esposa, Consuelo Iglesias, tuvo tres hijos y una hija, todos nacidos en Zaragoza. Un hijo se convirtió en periodista y la hija en médica, ambos trabajando en Santiago de Compostela, mientras que los otros hijos se convirtieron en abogados y ejecutivos en Zaragoza.

## Clubes

### Como futbolista
| Club          | País   | Año       | Partidos | Goles |
| ------------- | ------ | --------- | -------- | ----- |
| Club Santiago | España |           |          |       |
| Celta de Vigo | España | 1959–1961 | 47       | 10    |
| FC Barcelona  | España | 1961–1962 | 8        | 0     |
| RCD Mallorca  | España | 1962–1963 | 28       | 6     |
| Real Zaragoza | España | 1963–1969 | 87       | 13    |

## Palmarés

### Campeonatos nacionales
| Título                | Club          | País   | Año  |
| --------------------- | ------------- | ------ | ---- |
| Copa del Generalísimo | Real Zaragoza | España | 1964 |
| Copa de Ferias        | Real Zaragoza | España | 1964 |
| Copa del Generalísimo | Real Zaragoza | España | 1966 |